# Донское сельское поселение (Орловский район)
Донское сельское поселение — муниципальное образование в Орловском районе Ростовской области.
Административный центр поселения — хутор Гундоровский.

## География
Донское сельское поселение находится в юго-западной части Орловского района Ростовской области. Поселение граничит на северо-востоке с землями Каменно-Балковского поселения, на востоке граничит с землями Орловского и Луганского сельского поселения, на юго-востоке — с Островянским сельским поселением, на западе граничит с землями Пролетарского района Ростовской области.
Административный центр — хутор Гундоровский. Общая площадь муниципального образования составляет около 207,6 квадратного километра. Численность населения на 1 января 2017 года составляет 1677 человек. Площадь лесов составляет 818,5 гектара.

## Административное устройство
В состав Донского сельского поселения входят:
- хутор Гундоровский
- хутор Донской
- хутор Ребричанский
- хутор Романовский
- хутор Шалгаков

## Экономика
Площадь сельхозугодий в поселении составляет 18502,0 гектара: площадь пашни — 15314 га, кормовых угодий — 3176,1 га, многолетних насаждений — 12 га.
В Донском сельском поселении функционируют сельскохозяйственные предприятия: СПК «Россия», ИП «Яковенко А. Б.», ИП «Коробов Е. А.». ООО «Квазар» занимается реализацией в селении продовольственных и промышленных товаров.
В Донском сельском поселении есть свой фельдшерско-акушерский пункт, детский сад, средняя общеобразовательная школа. В селении газифицировано 72 % зданий.

## Население
| 2010  | 2012  | 2013  | 2014  | 2015  | 2016  | 2017  |
| ----- | ----- | ----- | ----- | ----- | ----- | ----- |
| 1690  | ↘1640 | ↘1630 | ↘1613 | ↘1585 | ↘1558 | ↘1524 |
| 2018  | 2019  | 2020  | 2021  |       |       |       |
| ↘1498 | ↘1460 | ↘1432 | ↘1402 |       |       |       |